# Cupha lampetia
Cupha lampetia is een vlinder uit de familie Nymphalidae. De wetenschappelijke naam werd gepubliceerd in 1764 door Carl Linnaeus.